# Jens Tydén
Jens Egon Anders Tydén, född 22 oktober 1941 i Weimar, är en svensk skulptör och tecknare.  
Han är son till direktören EOD Tydén och hans hustru Ingeborg och från 1964 gift med Ragnhild Tydén. Efter att Tydén genomgått Grundskolan för konstnärlig utbildning studerade han vid Konstfackskolan i Stockholm 1963–1967 och som specialelev i teckning vid Kungliga konsthögskolan 1967. Efter studierna har han varit verksam som skulptör och formgivare. Han medverkade i Liljevalchs Stockholmssalonger på 1960-talet och har medverkat i ett flertal samlingsutställningar med skulpturer. Han deltog i en tävling om konstnärlig utsmyckning för bostadsområdet Sätra i Gävle där hans förslag fick tredje pris.     